# Ivan Karlovič Nelipovič
Nadporučík Ivan Karlovič Nelipovič (10. října 1910, Listopadovka – 10. května 1945, Rovensko pod Troskami) byl ruský partyzánský velitel, který působil za druhé světové války v oblasti Českého ráje. Tragicky zahynul 10. května 1945 v Rovensku pod Troskami, když jej jeho vlastní zbraní zastřelil zajatý příslušník SS. Na domě, kde k této tragédii došlo (ulice Revoluční č.p. 160, naproti škole), je umístěna pamětní deska. Podrobnosti o této tragické události uvádí řada publikací (např. Tomáš Lánský – Msta nakonec; Vladimír Havrda – Rovenský masakr nebyl zapomenut) a jsou uvedeny i na stránkách Rovenska pod Troskami.

## Život
Ivan Karlovič Nelipovič se narodil 10. října 1910 v obci Listopadovka u ukrajinského města Žytomir. Od podzimu roku 1944 byl členem partyzánských oddílů, které působily na území Českého ráje. Stal se velitelem jednotky Orel 2, se kterou prováděl partyzánskou činnost v rámci širší partyzánské skupiny Orel, které velel major Chronovský (přezdívka Volke). I. K. Nelipovič zde působil jako politický komisař nadřízený všem oddílům skupiny Orel.
I. K. Nelipovič na sklonku války, spolu se dvěma soudruhy, utekl z pochodu smrti u obce Březina poblíž Mnichova Hradiště. První útočiště našli v obci Branžež (nedaleko od Kněžmostu). Po krátké době však byli počátkem dubna 1945 místními obyvateli převedeni na bezpečnější místo v Meziluží (dnes součást obce Libošovice-Dobšice). Zde se až do konce války ukrývali u rodiny Žofkových č.p. 14.
Na paměť Ivana Karloviče Nelipoviče byl na návsi ve vsi Dobšice postaven pomník, který místní obyvatelé stále udržují.

## Galerie

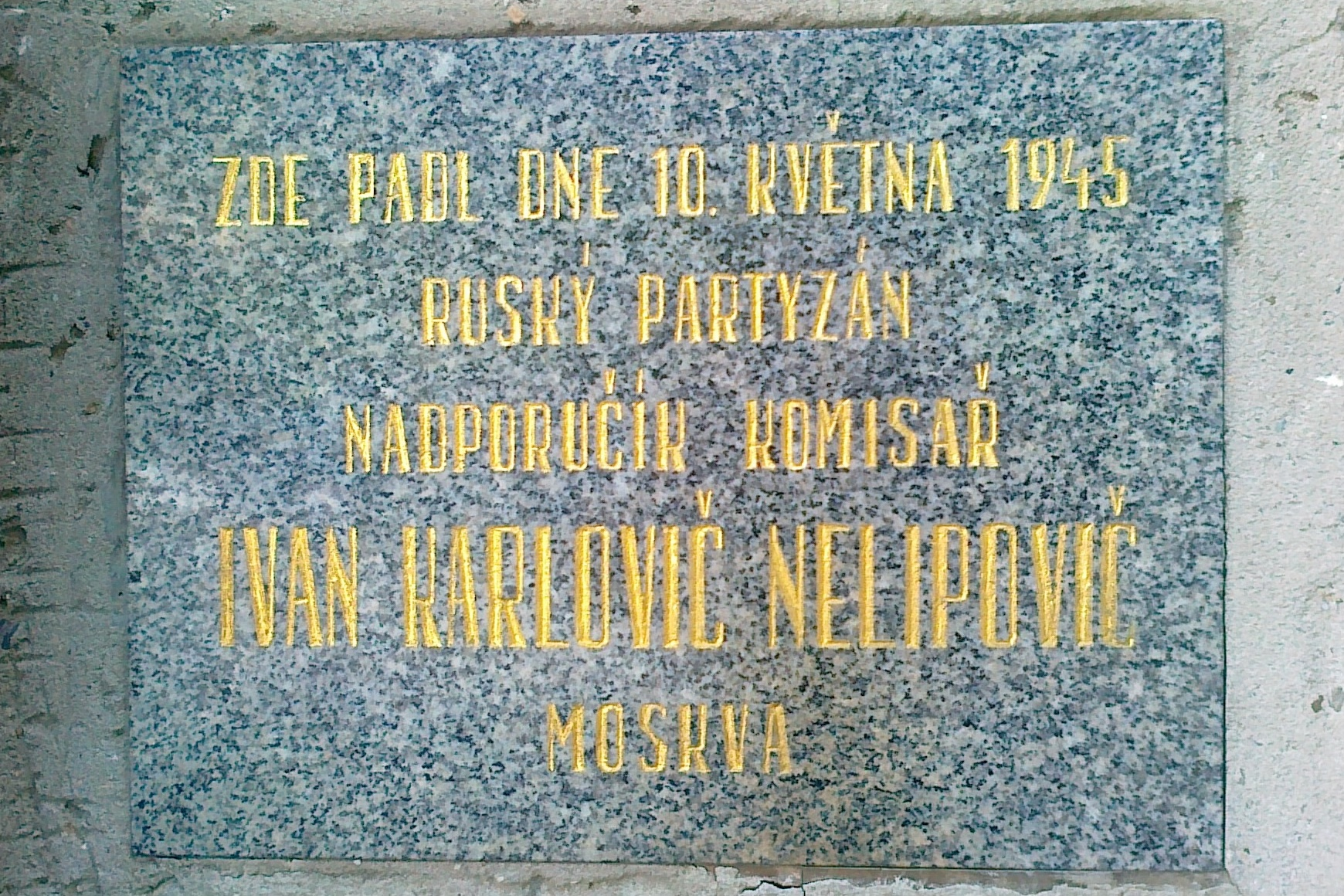
Pamětní deska v Rovensku pod Troskami
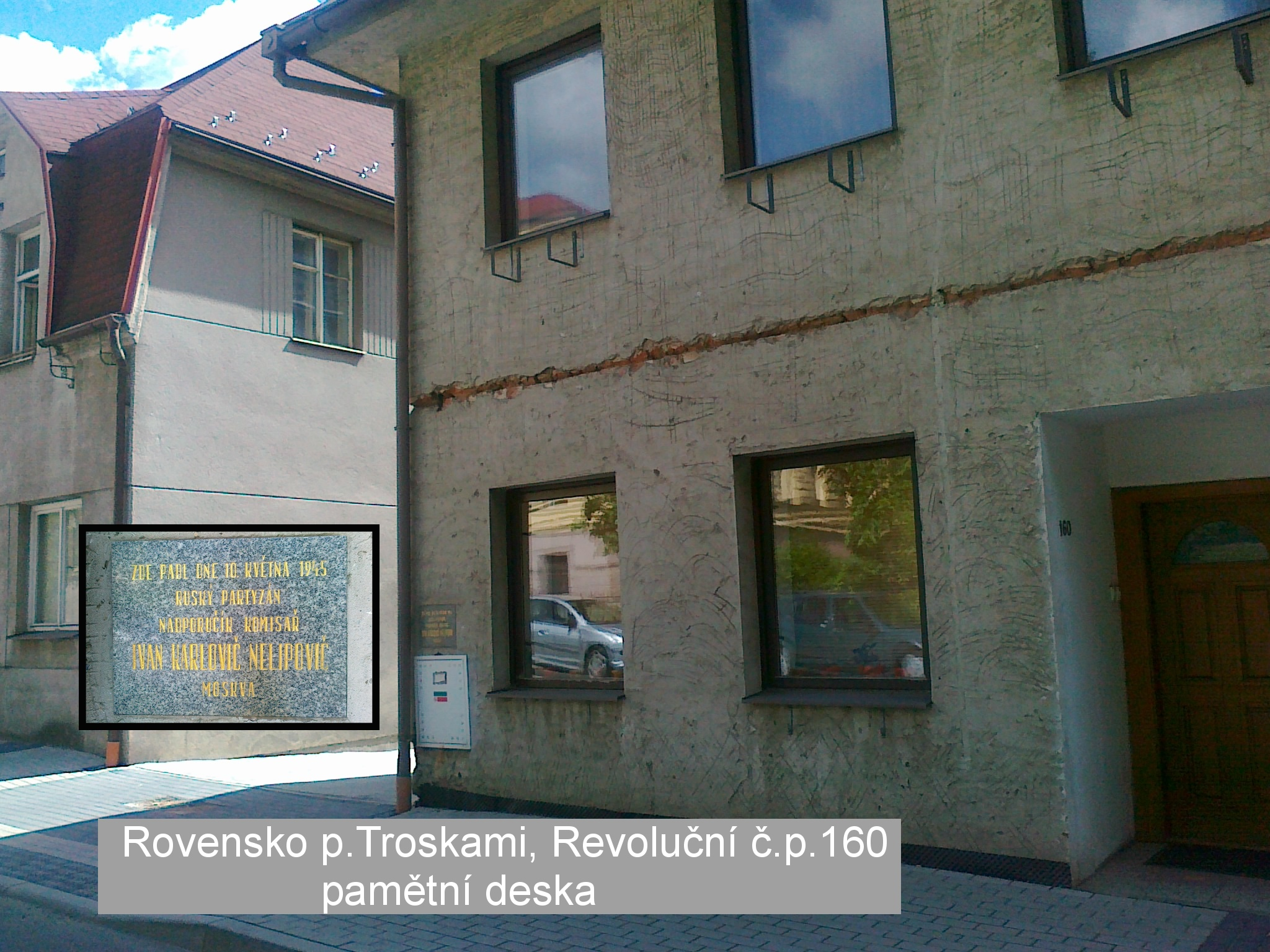
Dům, kde byl I. K. Nelipovič zastřelen
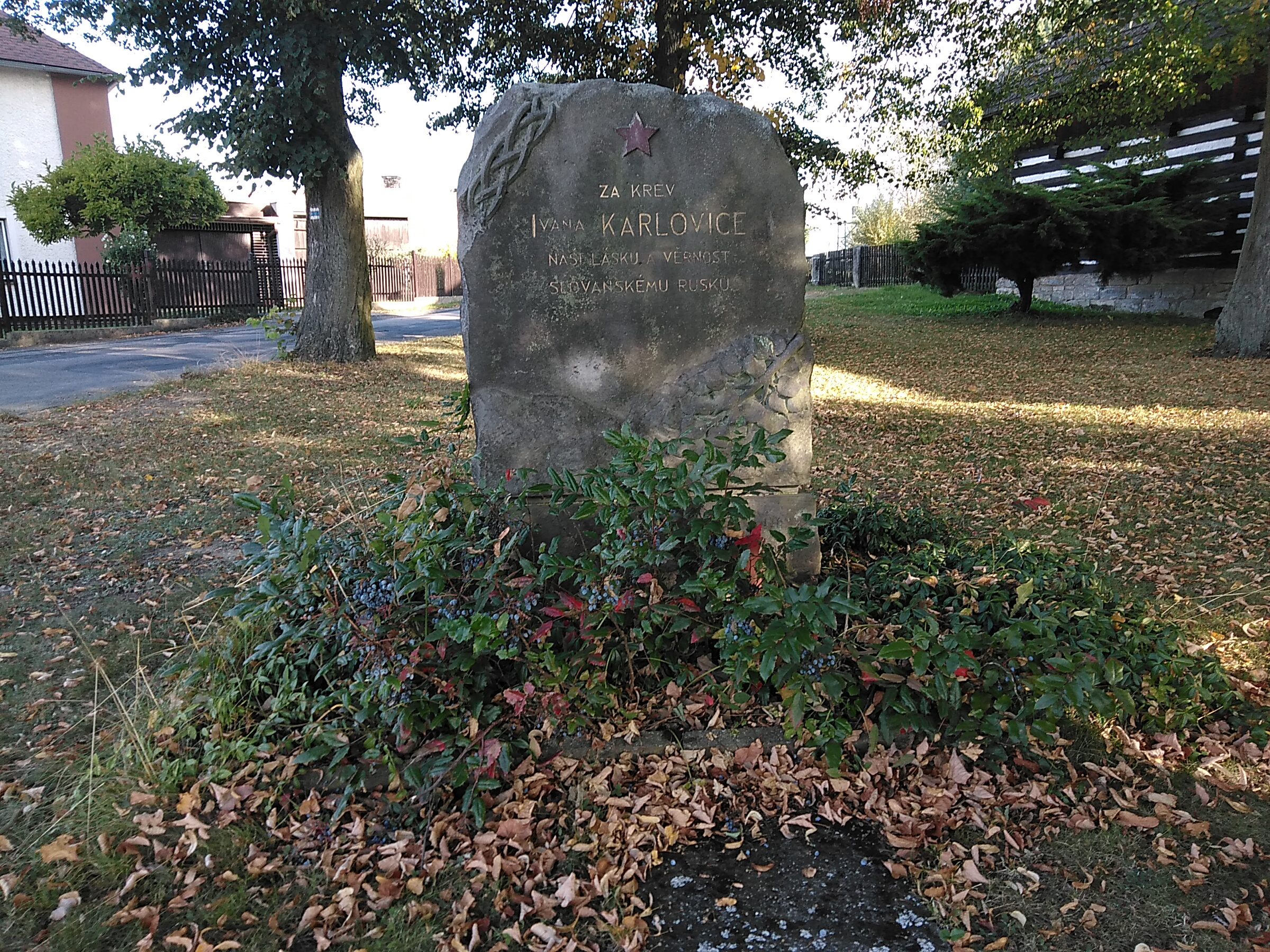
Pomníček v obci Libošovice – Dobšice